# پلژنیکا (رود)
پلژنیکا (به لاتین: Pełcznica) یک رود و آب‌گذر در لهستان است که در لهستان واقع شده‌است.